# Václav Kafka
Václav Kafka (22. září 1920 v Terezín – 23. října 1978 v Hodoníně) byl český skladatel a multiinstrumentalista.

## Život
Vyrůstal v rodině lékaře. Studoval na Pražské konzervatoři hru na klavír, působil v Operním divadle v Ústí nad Labem, byl jeho dirigentem. Později krátce působil v Brně.
V roce 1951 přišel do Hodonína jako učitel hudební školy, kde učil hru na klavír a začal organizovat místní hudební dění.
Společně s Janem Noskem a Jaroslavem Šamánkem založili v březnu roku 1955 smyčcový orchestr, který se postupně rozrůstal a dotvářel do dnešní podoby velkého symfonického orchestru.
Dnešní Hodonínský symfonický orchestr byl založen 31. března 1955 a Václav Kafka byl jeho prvním dirigentem. Byl aktivní varhaník Svatováclavského sboru a orchestru v Dolních Bojanovicích (i jeho zásluhou byly pořízeny v roce 1963 nové varhany).
Složil mši Misssa in Honorem sancti Venceslavii, psanou latinsky. Mše má šest částí: Kyrie, Gloria, Credo, Sanctus, Benedictus, Agnus. Hrává se v dvouletých obdobích o hodech.
V Dolních Bojanovicích založil a vedl jako dirigent dechovou hudbu Bojané.
Měl tři dcery – Jitka, Milada a Markéta a syna Jana.